# Georg Fabricius
Pour les articles homonymes, voir Fabricius.
Georg Fabricius (1516, Chemnitz – 17 juillet 1571) est un poète et historien allemand de langue latine.
Il est protégé par l'empereur Maximilien II et dirige pendant 25 ans le collège de Meißen.

## Publications
- éditions de Térence (1548) et Virgile (1551) ;
- Poëmatum sacrorum libri xxv. (1560), poésies latines tirées de sujets sacrés, Bâle ;
- Poëtarum veterum ecclesiasticorum opera Christiana (1562) ;
- De Re Poëtica libri septem (1565) ;
- Rerum Misnicarum libri septem (1569).

Posthume :
- Originum I illustrissiniae stirpis Saxonicae libri sepiem (1597) ;
- Rerum Germaniae magnae et Saxoniae universae memorabilium mirabiliumque volumina duo (1609).

## Source
Cet article comprend des extraits du Dictionnaire Bouillet. Il est possible de supprimer cette indication, si le texte reflète le savoir actuel sur ce thème, si les sources sont citées, s'il satisfait aux exigences linguistiques actuelles et s'il ne contient pas de propos qui vont à l'encontre des règles de neutralité de Wikipédia.